# Agardhiella macrodonta
Agardhiella macrodonta is een slakkensoort uit de familie van de Argnidae. De wetenschappelijke naam van de soort is voor het eerst geldig gepubliceerd in 1916 door P. Hesse.